# Noailles (Corrèze)
Noailles is een gemeente in het Franse departement Corrèze (regio Nouvelle-Aquitaine) en telt 744 inwoners (2004). De plaats maakt deel uit van het arrondissement Brive-la-Gaillarde.

## Geografie
De oppervlakte van Noailles bedraagt 12,5 km², de bevolkingsdichtheid is 59,5 inwoners per km².
De onderstaande kaart toont de ligging van Noailles (Corrèze) met de belangrijkste infrastructuur en aangrenzende gemeenten.

## Demografie
Onderstaande figuur toont het verloop van het inwonertal (bron: INSEE-tellingen).